# Emiliano Bazzanella
Emiliano Bazzanella (Trieste, 6 agosto 1963) è un filosofo e artista visivo italiano, ha partecipato a tre edizioni della Biennale di Venezia (2003, 2007, 2009) e a una edizione della Biennale di Architettura (2006).

## Studi
Di formazione fenomenologica e allievo di Pier Aldo Rovatti, inizia la sua attività saggistica con una monografia dedicata al filosofo francese Vladimir Jankélévitch, 1994), per poi approfondire il pensiero di Heidegger, Edmund Husserl, nonché di autori francesi del secondo dopoguerra quali Jacques Derrida,  Michel Foucault (1996), Jacques Lacan (1998), Maurice Merleau-Ponty, Gilles Deleuze e Félix Guattari. Dapprima delinea una “fenomenologia echologica” (dal greco échein, avere) ipotizzando che l'ontologia non sia che una “finzione” o un “dispositivo” di tipo immunologico, storicizzabile e tipico della società occidentale; successivamente elabora questa prospettiva inserendola nel contesto più ampio di una “fenomenologia del senso” e applicandola a una lettura della società dello spettacolo e dei consumi.

## Esibizioni
Entra in contatto con Shōzō Shimamoto del Gruppo Gutai in occasione della Biennale di Venezia del 2003 ed espone con lui a Udine (Italia) nel 2005 ("Size"). Il suo sviluppo della performance introduce nella gestualità del corpo le nuove tecnologie multimediali sulla scia delle installazioni di Tony Oursler. Alla 53. Biennale di Venezia del 2009 progetta un'installazione multimediale (Blue Zone) che inaugura una serie di opere ispirate alla "morte dell'arte": in una mostra surreale, quasi post-human, le opere degli artisti sono ricoperte da un velo, mentre in una serie di monitor sparsi negli spazi espositivi vengono riprodotti i volti degli artisti che cercano di descrivere a parole le loro opere invisibili.  Alla 55. Biennale di Venezia del 2013, invece, propone un'installazione (Overplay), inserita nel contesto di un palazzo veneziano, in cui 16 iPad riproducono in maniera casuale e differenziata delle domande generate da un software. Si tratta di un'evoluzione del progetto "Tautology" nel quale invece il programma riproduce in rete una serie infinita di pensieri filosofici.

## Pensiero

### Dal pensiero debole al pensiero orizzontale
Nei primi anni Novanta, Bazzanella declina il pensiero debole nel senso di un passaggio dalla profondità della metafisica a un'idea di superficialità di cui vede alcune tracce presenti in Husserl, Merleau-Ponty e Heidegger. In questo passaggio il "relativismo" non viene più interpretato come una manifestazione del nichilismo novecentesco, bensì come il tentativo di articolare una filosofia delle relazioni orizzontali che tende a scardinare l'impianto della logica aristotelica.

### L'echologia
L'echologia è un termine che Bazzanella desume nel 1999 da Deleuze a proposito del pensiero del sociologo francese Gabriel Tarde. Esso si basa sull'ipotesi che nella genesi delle Categorie di Aristotele ci siano stati movimenti contrapposti, in cui soltanto in una seconda istanza sarebbe prevalsa un'impostazione "usiologica", cioè basata sulla centralità della "sostanza". Questo passaggio è decisivo poiché segna il definitivo abbandono delle suggestioni del pensiero presocratico ponendo le basi di quello che sarebbe stato l'impianto del sapere occidentale. La lateralizzazione, dunque, dell'échein nel suo duplice significato di "avere" e di "essere in relazione" ha comportato il privilegio dell'"essere" e di un'ontologia che impone principi, gerarchie, suddivisione tra "cose" ed "oggetti". Una filosofia relazionistica deve essere pertanto echologica e decostruttiva, evidenziando come ogni costruzione di senso, prima che ontologica e fondata su "enti", sia articolata su relazioni o, come li definisce Bazzanella, su essemi.

### La teoria del senso
A partire da Fede, echologia, sapere (2002) e attraverso una rilettura del concetto di alétheia (verità) di Heidegger, Bazzanella sviluppa una teoria del senso secondo la quale esso non può sussistere senza un rapporto essenziale con il non-senso. In particolare ciò significa che le classiche leggi della logica (identità, non-contraddizione, terzo escluso) sono costruite sopra una superficie illogica e sono delle forme di copertura dell'àlogon. Bazzanella sostiene inoltre che queste stesse leggi logiche dipendono "mimeticamente" da relazioni essematiche esprimibili come preposizioni che istanziano delle relazioni senza correlati: "in", "con", "di-", "ri-". Si tratta di un pensiero al limite della pensabilità, poiché invita a non concepire cose e oggetti, ma quelle pure relazionalità che vengono ad esempio esperite dal neonato: l'"in" esprime l'in-essere del feto nel grembo materno, il "con" esprime l'essere-con la propria madre e il suo seno, il "di-" echeggia nel dià del dia-framma rappresentato dal liquido amniotico rispetto al mondo esterno, il "ri-" allude alla ri-petizione e al carattere originariamente ossessivo del bambino che cerca sicurezza ripetendo sempre i medesimi gesti e i medesimi suoni.

### La prospettiva immunologica
L'impostazione relazionistica che è partita da una fenomenologia dell'orizzonte per articolarsi attraverso un'echologia e una teoria del senso, trova il suo significato ultimo nel cosiddetto "paradigma immunitario". Bazzanella lo desume dall'ultimo Foucault e, soprattutto, da Arnold Gehlen, Peter Sloterdijk e Roberto Esposito. Se l'uomo si trova heideggerianamente "gettato" nell'Altro sin dalla nascita, cioè in una serie di relazioni che violano le leggi della logica e, soprattutto, che non consentono un ancoraggio rassicurante a "cose" e oggetti permanenti, egli deve proteggersi e difendersi. Questo processo avviene però in analogia con il sistema immunitario del corpo umano, cioè l'Altro, il non-senso (o anche il "reale" come lo definisce Bazzanella traendo spunto dalla definizione di Jacques Lacan) non può essere addomesticato che attraverso l'Altro. In questo modo, il senso non avrebbe che una funzione difensiva e immunizzante e si baserebbe su una "mimesi" del reale mediata dagli essemi: il senso "imita" così il non-senso, ne è una sorta di estrusione. Questa condizione paradossale implica anche una riconsiderazione della figura filosofica di "soggetto", soprattutto alla luce del suo dispiegamento a partire dal cogito cartesiano. Il "soggetto" non coincide con un'identità, un "io" precostituito, bensì rappresenta una funzione immunologica in cui l'individuo assoggetta cose e persone, delegando le medesime ad affrontare il reale al proprio posto. Il soggetto è allora per Bazzanella un a-soggetto nel doppio senso di non-essere-soggetto e di as-soggettare.

### Teoria della società e critica del tardocapitalismo
La communitas rappresenta il paradigma di un processo di normotipizzazione in cui una relazione essematica - il puro cum senza relati, in questo caso - si trasforma in una difesa immunologica nei confronti del "fuori". Bazzanella riprende così la nozione di "dispositivo" presente in Foucault in quanto orizzonte di potere e di sapere collettivo che funge da barriera o filtro nei confronti del reale, nonché da sistema di controllo "endogeno", ossia "normalizzante" e "normativo" nello stesso tempo. La normotipia da' senso a una determinata epoca nella misura in cui riesce a bilanciare più o meno efficacemente il senso e il non-senso. Il rischio di ogni sistema di senso, infatti, è paradossalmente quello di un eccesso di senso: ciò implica infatti una psicotizzazione della comunità e, quindi, una sorta di non-senso di ritorno. Gli esempi sono ormai classici: il marxismo che declina nel leninismo per poi degenerare nello stalinismo; il nazifascismo che dai suoi presupposti socialisti diviene un totalitarismo spietato e annientante. Si tratta in entrambi i casi di un eccesso di senso, di un surplus immunitario che se inizialmente intendeva distanziare e "filtrare" il reale, comporta alfine una sorta di "divenire-reale" del senso stesso, un'insensatezza reattiva. È in tale prospettiva che il modello di senso tardocapitalistico sembra svolgere una funzione autoimmunitaria: l'uomo non ha a che fare soltanto con un processo di stretta pertinenza economica, ma con un orizzonte di senso condiviso che permea ogni aspetto dell'esistenza degli individui. Società dello spettacolo e società dei consumi - momenti in cui in particolare si esplica il tardocapitalismo - non sarebbero che forme "dialettiche" di reazione all'eccesso di senso dei grandi totalitarismi del Novecento. In particolare secondo Bazzanella si tratta di un bilanciamento tra un'evasione nell'immaginario (riprendendo ancora delle tematiche lacaniane) e un "ritorno al reale" che si manifesterebbe nel momento stesso del "consumo".